# 離宮二
离宫二（飛馬座μ），又名BD+23 4615，HD 216131、SAO 90816、HR 8684，是飛馬座的一颗恒星，视星等为3.48，位于銀經90.68，銀緯-30.56，其B1900.0坐标为赤經22h 45m 10.5s，赤緯+24° -30.56′ 25″。